# Краснодубровский (Завьяловский район)
Краснодубровский — посёлок в Завьяловском районе Алтайского края России. Входит в состав Завьяловского сельсовета.

## География
Посёлок находится в западной части Алтайского края, в пределах Кулундинской равнины, на расстоянии примерно 10 километров (по прямой) к северо-западу от села Завьялово, административного центра района.

Климат умеренный, резко континентальный. Средняя температура января составляет −18,6 °C, июля — +19,3 °C.

## История
Посёлок был основан в 1926 году (по другим данным — в 1923 году). В 1926 году в посёлке Красно-Дубровинский имелось 109 хозяйств и проживало 624 человека. Функционировала школа. В административном отношении посёлок являлся центром сельсовета Завьяловского района Каменского округа Сибирского края.

## Население
| 1926 | 1997 | 1998 | 1999 | 2000 | 2001 | 2002 |
| ---- | ---- | ---- | ---- | ---- | ---- | ---- |
| 624  | ↘326 | ↗340 | ↘338 | ↘337 | ↘334 | ↘322 |
| 2003 | 2004 | 2005 | 2006 | 2007 | 2008 | 2009 |
| ↘299 | ↘294 | ↘287 | ↘281 | ↘273 | ↗276 | ↘267 |
| 2010 | 2011 | 2012 | 2013 | 2021 |      |      |
| ↘222 | ↗225 | ↘216 | ↘203 | ↘163 |      |      |

Согласно результатам переписи 2002 года, в национальной структуре населения русские составляли 82 %.

## Инфраструктура
В посёлке функционируют фельдшерско-акушерский пункт (филиал КГБУЗ «Центральная районная больница с. Завьялово») и отделение Почты России.

## Улицы
Уличная сеть посёлка состоит из трёх улиц и трёх переулков.